# Đặng Mậu
Đặng Mậu (chữ Hán:鄧茂, bính âm: Deng Mao) là một nhân vật hư cấu trong tiểu thuyết lịch sử Tam Quốc diễn nghĩa của nhà văn La Quán Trung. Trong tiểu thuyết này, Đặng Mậu xuất hiện tại Hồi thứ nhất của tiểu thuyết và được giới thiệu là một phó tướng của Trình Viễn Chí thuộc quân Khăn Vàng. Đặng Mậu cùng với Trình Viễn Chí chỉ huy quân Khăn Vàng tấn công vào Trác Quận và bị Trương Phi giết trong một trận đánh.

## Câu chuyện
Phó tướng Đặng Mậu cùng Trình Viễn Chí dẫn năm vạn quân đến đánh Trác Quận. Quan nhà Hán là Lưu Yên sai Châu Tĩnh dẫn ba anh em Lưu, Quan, Trương đem năm trăm quân đi trước để giao chiến. Lúc đến dưới núi Đại Hưng, thấy quân nổi loạn đều xoã tóc chít khăn vàng. Hai bên đối trận, Lưu Bị mắng mỏ, Trình Viễn Chí tức giận, sai Đặng Mậu ra đánh nhưng bên kia, Trương Phi cầm xà mâu xông ra đâm trúng vào bụng Đặng Mậu. Đặng Mậu ngã lăn xuống ngựa chết tại chỗ. Sau đó Trình Viễn Chí cũng bị Quan Vũ giết chết.